# Бессонница (песня)
«Бессонница» — песня, записанная украинской певицей Верой Брежневой, для её второго студийного альбома. Композиция, написанная Брежневой, Татьяной  и Отто Нотманом и спродюсированная Константином Меладзе, была выпущена, как сингл 6 июня 2012 года.

## Предыстория
В «Бессоннице» есть нежность и тепло. То, чем мне хочется сейчас поделиться со слушателями. Пусть, если у Вас случатся бессонные ночи, они будут полны только любви и нежности.
«Бессонница» была написана Верой Брежневой, Татьяной (текст) и Отто Нотманом (музыка). Творческий дуэт - Отто Нотман и Татьяна  благодаря песне 'Бессонница' стал Лауреатом "Песни - 2012".. Отто Нотман, являясь участником поп-группы «Dостучаться Dо Nебес», ранее уже писал песни для известных исполнителей. В частности, совместно с Татьяной  они написали хит номер 1 в России «Москва» для DJ Smash и группы «Винтаж». Отто рассказывал, что когда он дописал музыку к песне у него не было сомнений, кому следует её предложить: «Вера была единственной кандидатурой. И я очень рад, что наше сотрудничество состоялось».

## Реакция критики
Композиция получила положительную оценку от музыкальных журналистов, критиков и программных директоров радиостанций, заняв 7 строчку в «Экспертном чарте» портала RedStarMusic.ru. Булат Латыпов из «Афиши» дал песне положительную оценку. Он писал, что Вере Брежневой было сложно повторить успех её главного хита «Любовь спасёт мир» и «глупо укорять [её] в том, что она не может вновь заставить небеса разверзнуться, пустить реки вспять, а горы сравнять с равнинами. Не только она — никто так не может». Тем не менее, критик посчитал, что песня «Бессонница» сможет повторить успех композиции «Любовь спасёт мир» и говорил, что «Веру по-прежнему нужно воспринимать как путь к спасению». Павел Пшенов из MuseCube.org дал песне высшую оценку и относил песню к жанру «не раздражающей поп-музыки». Автор писал, что «Бессонница» — это «второе большое достижение в карьере Брежневой, и даже более убедительное, чем „Любовь спасёт мир“».

## Чарты
| Страна/территория (Чарт)                    | Высшая Позиция |
| ------------------------------------------- | -------------- |
| СНГ (Tophit Общий Топ-100)                  | 20             |
| СНГ (Tophit Топ-100 по заявкам)             | 7              |
| Россия (Tophit Российский Топ-100)          | 25             |
| Россия (Tophit Московский Топ-100)          | 37             |
| Россия (Tophit Санкт-Петербургский Топ-100) | 38             |
| Украина (Tophit Украинский Топ-100)         | 9              |
| Украина (Tophit Киевский Топ-100)           | 6              |